# Gau Hamburg

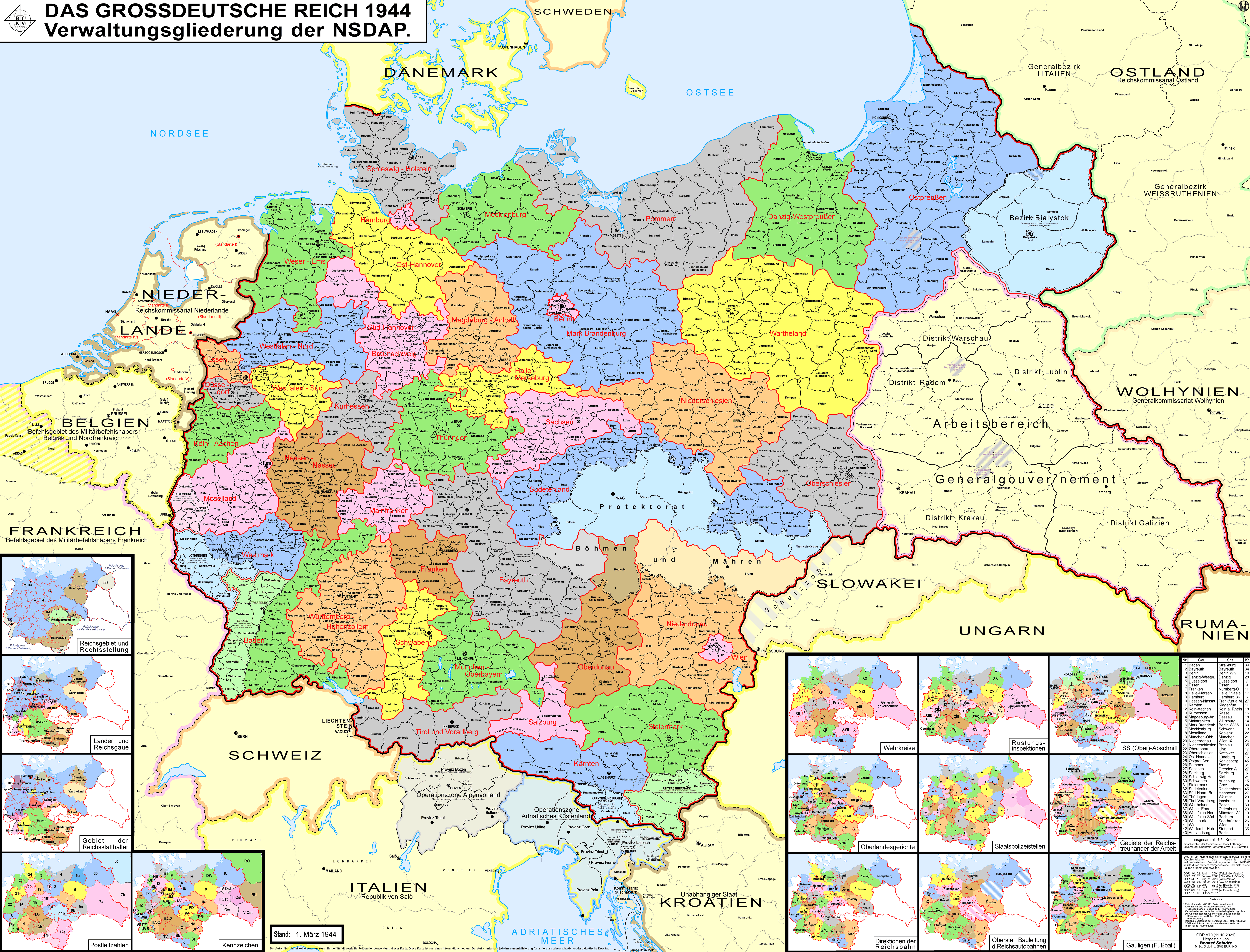
Gaue des Deutschen Reiches 1944

Der Gau Hamburg war eine Verwaltungseinheit der NSDAP.

## Geschichte und Struktur
Am 27. März 1925 wurde Josef Klant, Ortsgruppenleiter der 120 Hamburger NSDAP-Mitglieder, von der Münchner Zentrale mit dem weiteren Aufbau „im Gau Hamburg (umfassend Stadt Hamburg)“ beauftragt. Durch Klants Misstrauen und seine Unduldsamkeit geriet die Hamburger NSDAP in eine Dauerkrise; Klant bot seinen Rücktritt an, der von der Zentrale im November 1926 angenommen wurde. Zugleich wurde der Gau zur Ortsgruppe degradiert. Im Zuge der Gau-Neugliederungen am 1. Oktober 1928 sollte die Umstrukturierung der Gau Hamburg deckungsgleich mit dem Gebiet des Reichstagswahlkreises 34 (Hamburg) werden. Der Gau umfasste im Wesentlichen das Gebiet der Freien und Hansestadt Hamburg. Durch das Groß-Hamburg-Gesetz 1937 wurde der Gau erheblich vergrößert, vor allem um Harburg-Wilhelmsburg, Wandsbek und Altona. Alle bisher unabhängigen Gemeinden im Land Hamburg verloren 1938 ihre Selbständigkeit. (Siehe Hamburg in der Zeit des Nationalsozialismus) Die Gauleitung saß im Gauhaus, Alsterufer 27, im Gebäude, wo bis Sommer 2022 das Amerikanische Generalkonsulat in Hamburg war.
Dem Parteigau stand ab dem 16. Mai 1933 auf der staatlichen Ebene der Reichsstatthalter gegenüber, der aber im Falle Hamburgs in Personalunion zugleich Gauleiter Karl Kaufmann war. Dessen einflussreicher Vertrauter Georg Ahrens wurde Hamburger Verwaltungsleiter, Staatssekretär und schließlich stellvertretender Reichsstatthalter. Bürgermeister Carl Vincent Krogmann und weiteren vier Senatoren verblieb zwar die Oberaufsicht über einzelne Behörden, eine eigenverantwortliche Leitung aber war ihnen verwehrt. Alle politische Verantwortung war – wie nirgends anders im Reich – allein in der Person des Gauleiters Karl Kaufmann gebündelt: Reichshalterschaft, Leitung des Gaus, Führung der Landesregierung und der Kommunalverwaltung. Harry Henningsen, Erich Grahl und Friedrich Stanik waren lange Zeit Gauinspekteur. Gauwirtschaftsberater war seit 1933 der Kaufmann Fritz Meyer. Er saß u. a. im Reichstag von 1933 bis 1943, ihm folgte Johann Häfker. Gauführerschulen bestanden in Hamburg-Eilbeck und in Barsbüttel. Gauschulungsleiter war Albert Henze.
Gauleiter im Parteigau waren
- Joseph Klant (22. März 1925 bis Oktober 1926; † 1927)
- Albert Krebs (November 1926 bis 3. September 1928, erst ab 1928 wieder Gau)
- Hinrich Lohse (3. September 1928 bis 14. April 1929)
- Karl Kaufmann (15. April 1929 bis 3. April 1945)
  - Stellvertreter Wilhelm von Allwörden 1930-1933
  - Stellvertreter Harry Henningsen MdR (vor Mai 1933 bis 1941)
  - Stellvertreter Friedrich Stanik (1941–1945)